# Il più forte (film 1920)
Il più forte (The Strongest) è un film muto del 1920 diretto da R.A. Walsh (Raoul Walsh). La sceneggiatura, firmata dallo stesso regista, si basa sul romanzo Les Plus Forts di Georges Clemenceau, pubblicato a Parigi nel 1898.

## Produzione
Il film fu prodotto dalla Fox Film Corporation.

## Distribuzione
Distribuito dalla Fox Film Corporation, il film - presentato da William Fox - uscì nelle sale cinematografiche USA nel febbraio 1920 dopo essere stato presentato in prima a New York il 5 febbraio.